# Érsi Sotiropoúlou
Érsi Sotiropoúlou (grec moderne : Έρση Σωτηροπούλου), couramment appelée à l’étranger Ersi Sotiropoulos, née en 1954 à Patras, est une écrivaine grecque.

## Biographie
Érsi Sotiropoúlou étudie les sciences sociales et l'anthropologie à Florence et à Rome, en Italie, où elle vit et travaille (à l'ambassade de Grèce à Rome) avant de s'installer à Athènes. 
Elle écrit des articles avant de se lancer en littérature dans les années 1980. À partir de cette époque, elle publie un recueil de poésies, sept romans, trois recueils de nouvelles et un feuilleton. Son roman Zigzags dans les orangers reçoit le prix d'État de l'Académie d'Athènes et le Prix de la revue Diavázo ("je lis") en 2000. Ce qui reste de la nuit se voit décerner le prix Méditerranée étranger en 2017. 
Érsi Sotiropoúlou est traduite en anglais, allemand, espagnol, italien et français.

## Œuvre

### Romans traduits en français
- Zigk-zagk stis nerantziés (1999) Publié en français sous le titre Zigzags dans les orangers, traduit du grec par Clio Mavroeidakos-Muller et Michel Volkovitch, Paris, Maurice Nadeau, 2003, 182 pages  (ISBN 978-2862311814)
- Damázontas to ktínos (2003) Publié en français sous le titre Dompter la bête, traduit du grec par Michel Volkovitch, Meudon, Quidam éditeur, coll. « Made in Europe », 2011, 240 pages  (ISBN 978-2-915018-58-5)
- Éva (2009) Publié en français sous le titre Eva, traduit par Marie-Madeleine Rigopoulos, Paris, Stock, coll. « La cosmopolite », 2015, 200 pages  (ISBN 978-2-234-07619-8) ; réédition, Paris, LGF, coll. « Le Livre de poche » no 34266, 2016  (ISBN 978-2-253-09855-3)
- Ti ménei apó ti nýchta (2015) – Prix Méditerranée étranger 2017[1],[2] Publié en français sous le titre Ce qui reste de la nuit, traduit du grec par Gilles Decorvet, Stock, coll. « La cosmopolite », 2016, 296 pages  (ISBN 978-2-234-08135-2)  ; réédition, Paris, LGF, coll. « Le Livre de poche » no 35264, 2019  (ISBN 978-2-253-07076-4)
- Boreís (2017, Μπορείς) Publié en français sous le titre Je crois que tu me plais, traduit du grec par Gilles Decorvet, Paris, Stock, 2019, 650 pages  (ISBN 978-2234085008)